# Polittico del Romacolo
Il polittico del Romacolo era un'ancona composta da più elementi realizzata a tempera su tavola da Antonio Marinoni per la chiesa della Misericordia di Endenna dell'Istituto delle suore della beata Capitanio, e conservato frammentario nella pinacoteca dell'Accademia Carrara.

## Storia
I tre pannelli maggiori e le quattro tavolette raffiguranti apostoli, conservati presso l'Accademia Carrara, fanno parte del polittico originariamente collocato presso il convento francescano di Romacolo di Endenna e poi smembrato. Non fu subito identificato come lavoro di Antonio Marinoni ma fu assegnato a un ipotetico Maestro di Romacolo.
Una dettagliata descrizione di come il polittico era composto in origine, la fece nel 1793 Francesco Tassi nelle sue Vite de' pittori, scultori e architetti bergamaschi.. Anche Giacomo Carrara, che era entrato in possesso dei tre pannelli, scrisse qualche cosa di simile nei suoi appunti: Non credo di errare dicendo d'aver io stesso veduto nella chiesa de Zoccolanti del Romacolo in una cappella a sinistra entrando una tavola, divisa in vari partimenti con diversi Santi....

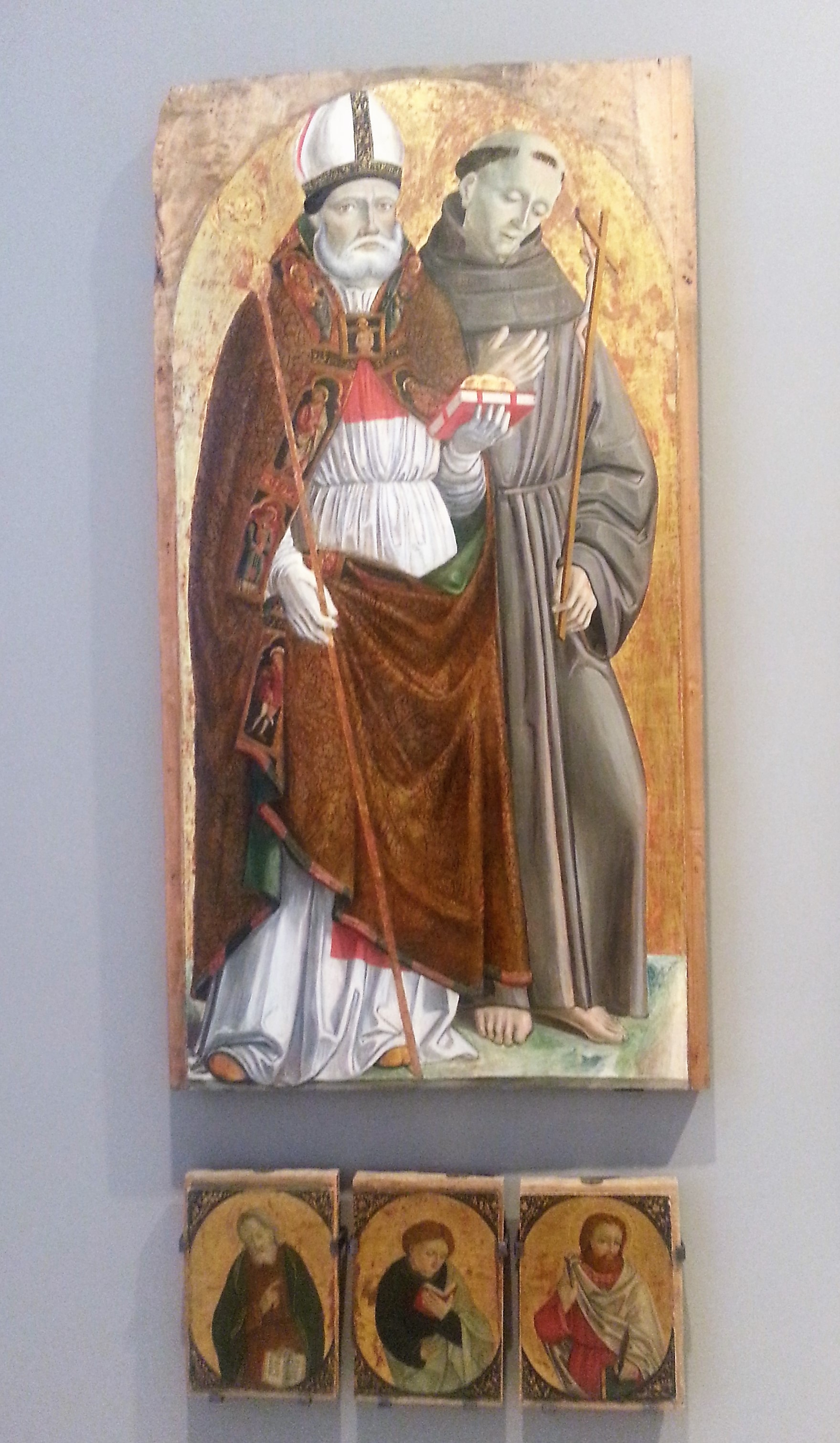
Polittico del Romacolo - particolare

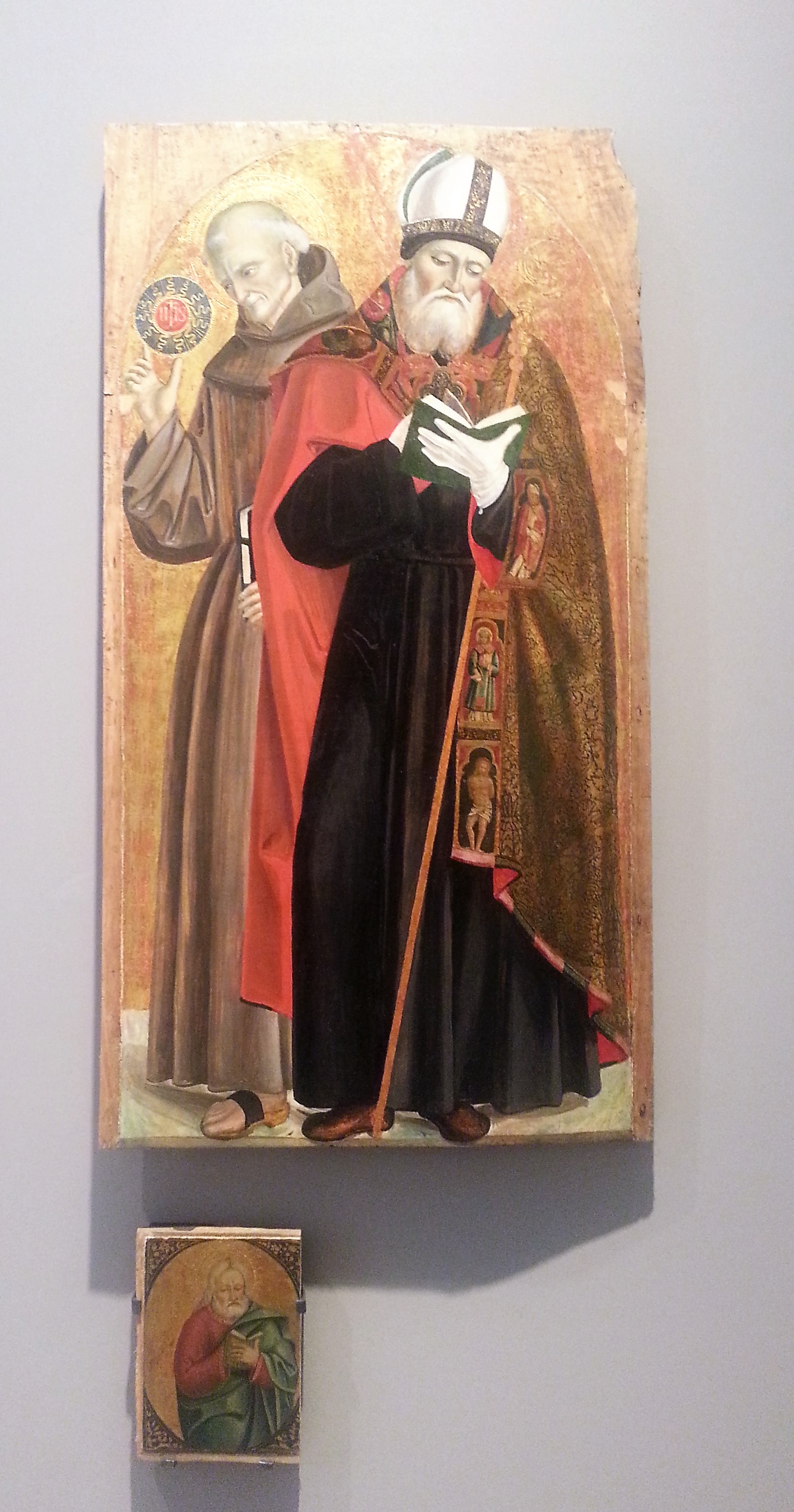
Polittico del Romacolo-Antonio Marinoni

Da questo si desume che il polittico fosse già smembrato alla fine del XVIII secolo, prima che il convento fosse soppresso dalla Repubblica Cisalpina, e che alcune delle sue parti fossero già di proprietà del conte Carrara, anche se non figurano nell'elenco del restauratore di fiducia Bartolomeo Borsetti del 1796 ed esposte nella sua galleria. Il Tassi descrive anche lo scomparto centrale raffigurante la Imago Pietatis fra i santi Pietro e Andrea conservato in collezione privata, ma che pare fosse inizialmente di proprietà del Carrara. Il Tassi inoltre descrive la presenza di due polittici eseguiti da personalità differenti anche se probabilmente provenienti dalla medesima bottega. Questo condurrebbe ad altre due tavole raffiguranti san Rocco e san Bernardino da Siena, e lo Sposalizio di Santa Caterina d'Alessandria che non possono far parte di questo polittico non essendo coincidenti, ma che potrebbero essere parti di un altro collocato nella medesima chiesa. Il quarto pannello laterale sarebbe identificato in quello conservato al Museo Puškin di Mosca raffigurante un santo vescovo martire e san Giovanni Battista, inizialmente ritenuto da Federico Zeri di area lucchese per essere poi avvicinato alla pittura del Vivarini, caratteristica della bottega marinoniana, cosa non accertata essendo leggermente differenti le misure e malgrado alcune assonanze, vi sono alcuni particolari che sembrerebbero negare ogni collegamento, come le mani non guantate del vescovo e la naturalezza nel gesto di tenere la palma simbolo del martirio.
Nel 1989 Marco Tarzi collegò questi pannelli con la tavola del Cristo nel sepolcro e gli apostoli Pietro e Andrea assegnandoli al Maestro di Romacolo. Difficile fu l'attribuzione ai Marinoni. Bernard Berenson attribuì i lavori ai Gavazzi da Poscante, solo nel 1979 F. Rossi ipotizzò un lavoro dei Marinoni, suggerendone l'assonanza con altri lavori di carattere vivariniano ma con influenza lombarda dello Zenale. Allontanata l'ipotesi di Giovanni si prese in considerazione il figlio Antonio in particolare per la squadratura dei volti.

## Descrizione
I tre pannelli raffigurano a due a due vescovi e santi francescani. Una tavola presenta i santi Nicola di Bari vescovo e Francesco d'Assisi, e una sant'Agostino vescovo e Bernardino da Siena che erano la parte laterale inferiore del polittico. Il terzo pannello san'Ludovico da Tolosa vescovo e Antonio abate erano lo scomparto destro superiore, mentre il quarto potrebbe essere quello conservato nel Museo Puskin moscovita. Le quattro tavolette dei santi che potevano comporre la predella raffigurano: san Bartolomeo riconoscibile con l'attributo del coltello, san Giovanni evangelista raffigurato nelle giovanili sembianze, san Marco e san Giacomo apostolo. L'opera raffigurante Cristo nell'avello con i santi Pietro rappresentato con le chiavi, e Andrea con la croce, potrebbero comporre la parte centrale della predetta.
Non vi sono sufficienti informazioni per poter ricomporre il polittico non conoscendo quale fosse la parte centrale se un dipinto oppure una scultura. Negli atti della visita pastorale di san Carlo Borromeo si rileva che l'altare maggiore fosse adornato da icona magna et picta et inaurata et onorifica.
La vicinanza con i lavori del Vivarini e dello Zenale specialmente nella raffigurazione di Ludovico da Tolosa, che sembrano lasciare i lavori tardogotici di Giovanni verso un aggiornamento su modelli veneti e lombardi.

Le tavolette raffiguranti i santi sono invece un chiaro collegamento con gli affreschi della Chiesa di Santa Maria Assunta in Borgo di Nembro e con il dipinto della cimasa Uomo dei dolori della chiesa di san Giorgio a Monte di Nese.

### Chiesa di Santa Maria della Misericordia
La chiesa è stata edificata nel 1488 su autorizzazione di papa Innocenzo VIII del 1487, con decreto del vescovo Lorenzo Gabriel grazie al ricco contributo dei marcanti del territorio.
La chiesa fu consacrata nel 1511 a Santa Maria della Misericordia, detta del Romacolo per il nome della località. Gli atti della visita pastorale del 1575 di san Carlo Borromeo la descrive di un'unica navata con sei altari intitolati ai santi Ludovico e Caterina, Antonio da Padova, Bernardino da Siena, alla santissima Trinità e all'Immacolata Concezione presenti sul lato destro della navata e un solo altare intitolato a san Francesco su quello sinistro, oltre all'altare maggiore. Un arco ogivale divideva l'aula in due parti, quella dedicata ai fedeli e quella alla preghiera delle monache claustrali con il coro posizionato di fronte all'altare. La chiesa non conserva più la primitiva conformazione che ci viene descritta dagli atti della visita pastorale di san Carlo Borromeo del 1575.